# Sonnenbeobachtung
Unter Sonnenbeobachtung wird die Beobachtung der Sonne und der von ihr verursachten Phänomene – vor allem Sonnenflecken und Sonnenfackeln, aber auch Strahlungsbilanz und Funkstörungen – verstanden, vereinzelt auch Flares, magnetische Störungen und die Schatten- bzw. Richtungsmessung mit der Sonne.

## Visuelle Beobachtung

Warnung vor optischer Strahlung nach ISO 7010

Bei der visuellen Sonnenbeobachtung muss sehr vorsichtig vorgegangen werden, denn die enorme Helligkeit der Sonne kann leicht zu bleibenden Augenschäden führen. Insbesondere darf man nie mit einem Feldstecher oder Fernrohr ohne optische Sonnenfilter in die Sonne blicken, da die Brennglaswirkung des Gerätes die Netzhaut des Auges binnen Sekundenbruchteilen zerstören kann. Bei modernen Go-to-Fernrohr Montierungen kann auch schon gefährlich sein, wenn der Motor bei Bewegungen an der Sonne vorbeifährt und man versehentlich zum Okular blickt. 
Zu den Sonnenbeobachtungen zählt:
1. Das Beobachten von Sonnenaufgang oder Sonnenuntergang und deren Begleiterscheinungen (Abendrot, Mondtäuschung, Anomalien der Refraktion usw.)
2. Das Beobachten von Sonnenflecken und -Fackeln, mit Spezialinstrumenten auch von Protuberanzen und Sonneneruptionen (Flares)
3. Die Ortung von Sonnenflecken (heliografische Koordinaten) und der Sonnenrotation
4. Die Navigation bzw. die Ortsbestimmung durch Höhenwinkelmessung zur Sonne
5. Die Messung eines Sonnenazimuts für ein Vermessungsnetz
6. Richtungsmessungen mit einem Schattenstab oder durch Alignement an Gebäuden
7. Die Messung der Sonnenstrahlung mit verschiedenen Thermometern, mit Heliografen oder mittels der Strahlungsbilanz
8. Die Messung von Teilchenströmen, magnetischen oder Funkstörungen infolge der Sonnenaktivität.

Die obige Warnung bezieht sich hauptsächlich auf die Aspekte 2–5, ist aber auch bei Nr. 1 und den anderen Arten zu beachten.
Die folgenden Ausführungen betreffen vor allem astronomisch-astrophysikalische Beobachtungen der Photosphäre. Zu den anderen Arten der Sonnenbeobachtung siehe auch Astronomische Phänomenologie, Aeronomie, Astronavigation und Meteorologie.

### Beobachtung mit bloßem Auge

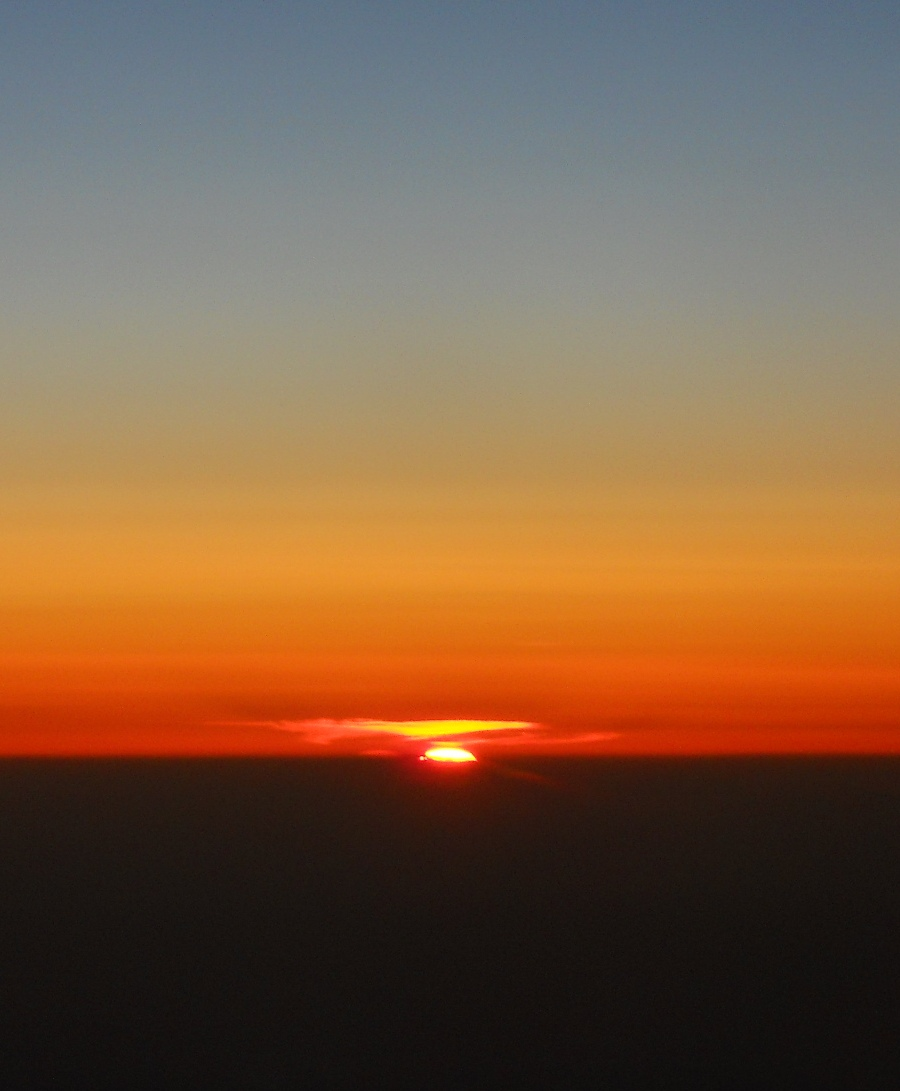
Sonnenuntergang über der Ägäis. Flughöhe 11 km, Bildausschnitt etwa 10× vergrößert. Der linke Sonnenrand zeigt eine kleine Refraktionsanomalie, wenn das Bild durch Anklicken größer wird.

Freiäugig wird die Sonne oft beim Auf- und Untergang beobachtet, etwa zur Vorbereitung fotografischer Aufnahmen am Horizont. Auch Messungen des Schattenwurfs – etwa an einem Gnomon oder zu architektonischen Zwecken – sind hier anzuführen. Hingegen sind Details auf der Sonne nur bei extrem großen Sonnenflecken zu erkennen (3–4 mal in den Jahren 2014–2015), vereinzelt auch bei starken Sonnenfackeln (um ca. 1000° heißere Stellen) oder bei einem Venusdurchgang wie im Juni 2012.
Früher wurden hierfür oft berußte Gläser empfohlen, doch ist davon für längere Beobachtungen abzuraten, da der Ruß die für das Auge auch gefährlichen Infrarot- und UV-Strahlen nicht ausreichend ausfiltert. Auch die Verwendung von Rettungsfolien für diesen Zweck ist deshalb nicht zu empfehlen.
Sicher sind nur astronomische Sonnenfilter sowie Schutzbrillen mit biaxial orientierten Polyester-Folien oder ganz spezielle Schweißergläser nach DIN EN 169 und mindestens Filterstufe 14. Andere Schweißerbrillen sind nicht geeignet.
Die freiäugige Beobachtung der sehr tiefstehenden oder von Dunst und Wolken stark geschwächten Sonne ohne Filter und optische Hilfsmittel ist meist gefahrlos, weil sich bei zu hellem Licht die Augenlider meist rechtzeitig schließen. Da das Sonnenlicht mit UV- und Infrarotstrahlung unsichtbare Bestandteile enthält, die das Auge schädigen können, sollte die freiäugige Beobachtung nicht über wenige Minuten hinausgehen.

### Beobachtung mit dem Fernrohr

#### Astronomische Beobachtungen
Für die teleskopische Sonnenbeobachtung—insbesondere der Sonnenflecken—muss man geeignete Sonnenfilter verwenden, am besten als Objektivfilter vor dem Fernrohrobjektiv. Eine Lichtabschwächung in der Nähe des Brennpunktes kann auch mittels Herschelkeil, Brandt'schem Sonnenprisma oder einem Pentaprisma erfolgen. Im letztgenannten Fall muss aber das Restlicht zusätzlich mit Graufiltern oder Polarisationsfiltern abgedämpft werden, da es sonst immer noch zu hell für das Auge ist.

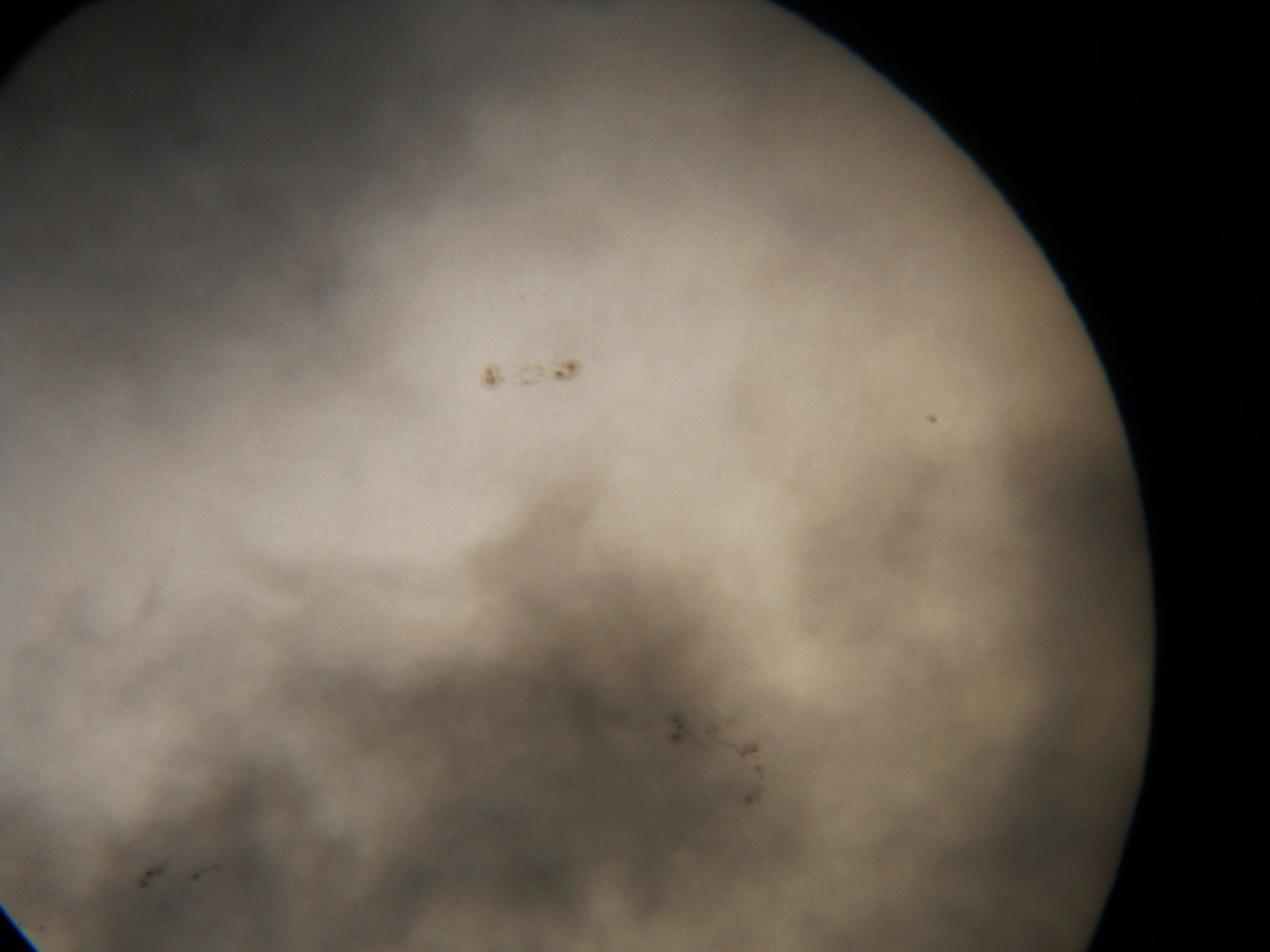
Auch bei mäßiger Bewölkung kann man in wenigen Minuten alle Sonnenflecken sehen.

Grundsätzlich sollte das Sonnenfilter immer vor dem Objektiv angebracht werden, da die Sonnenstrahlen so gar nicht erst ins Teleskop gelangen und der Tubus kühler bleibt. Nützlich und preiswert ist es, eine Filterfolie vor das Objektiv zu spannen. Dringend abzuraten ist von Okularfiltern aus Glas oder Kunststoff, die hinter dem Teleskop ins Okular geschraubt werden. Die Hitzeentwicklung ist hier durch den gebündelten Sonnenstrahl so hoch, dass Glasfilter platzen und Kunststofffilter schmelzen können. Die Reaktionszeit des Lids reicht in diesem Fall nicht aus, um das Auge rechtzeitig zu schließen.

#### Messungen mit dem Theodolit
Zu den teleskopischen Sonnenbeobachtungen zählt auch die Messung geodätischer Sonnenazimute mit einem Theodolit. Dafür bieten nur wenige Hersteller geeignete Sonnenokulare an; meist ist man auf den Selbstbau eines Filters angewiesen. Nach den Erfahrungen an technischen Hochschulen bewähren sich belichtete fotografische Filme am besten, die man in eine Kartonröhre montiert und vor das Objektiv steckt. Wegen der mit nur 4–5 cm geringen Apertur geläufiger Theodolite genügt deren Lichtdämpfung meist.
In den 1950er Jahren entwickelte der Holländer Brar Roelofs ein Sonnenprisma, mit dem neben der Filterwirkung die Sonnenscheibe zum exakteren Zentrieren zusätzlich in vier Bilder aufgesplittet wurde. Dieses Zubehör wird aber heute nicht mehr hergestellt.
Für ältere Theodolite gab es zum Zweck von Sonnenazimuten eigene kleine Okularfilter – allerdings mit sehr kleiner Austrittspupille bzw. Augenblende. Die Filter waren dadurch – auch wegen der geringeren Objektivöffnung der geodätischen Instrumente – weniger gefährlich als für die o.a. astronomischen Beobachtungen.

#### Tiefstehende Sonne
Auch für die Beobachtung der tiefstehenden oder von Dunst geschwächten Sonne mit einem Fernrohr muss grundsätzlich ein Filter verwendet werden, weil das Fernrohr auch die unsichtbaren UV- und Infrarotstrahlen, die das Auge schädigen können, bündelt. Problematisch sind hier manchmal (wie auch beim tiefen Sonnenstand im Winter) feine Dunst- oder Wolkenschleier, durch die das Sonnenbild stark gedämpft wird und es zu schwachen Kontrast für eine scharfe Beobachtung der Sonnenflecken hat. Manche Sonnenobservatorien verwenden in solchen Fällen etwas schwächer dämpfende Sonnenfilter.

### Projektionsmethode
Ein alternatives Verfahren, welches schon Galileo Galilei kannte, ist die Projektion des Sonnenbildes auf ein hinter dem Okular angebrachtes Papier, die sogenannte Projektionsmethode. Hierfür braucht man kein Filter, und außerdem lässt sich das Fernrohr – ohne den gefährlichen Blick zur Sonne – durch seinen Schattenwurf auf diese ausrichten. Allerdings können dabei achromatische Okulare wegen der hohen Temperatur beschädigt werden. Bei einem Objektiv über 8–10 cm Apertur sollte man es daher durch eine vorgesetzte Blende verkleinern, was auch für Spiegelteleskope gilt. Hier kann sich zusätzlich zum Okular der Fangspiegel aufheizen. Ist eine Abblendung unerwünscht (z. B. weil sie die Auflösung mindert), sollte die Beobachtungszeit einige Minuten nicht überschreiten oder von Pausen unterbrochen werden.
Das Projektionsverfahren ist nicht nur ungefährlich, sondern man kann auch leicht die Sonnenflecken direkt am Papier abzeichnen. Außerdem ermöglicht es mehreren Personen, zeitgleich die Details auf der Sonne zu verfolgen—was auch für Sonnenfinsternisse nützlich ist.
Bei einer Sternführung in einer Gruppe sollte man aber achtsam sein, damit nicht Besucher (insbesondere Kinder) in den Strahlengang greifen oder gar hinein blicken. Das Sucherfernrohr wird abgedeckt, damit sich keiner der Beobachter ein Loch in die Kleidung brennt.
Zur Beobachtung der Sonne wurden auch spezielle Sonnenteleskope entwickelt, die zur Vermeidung bodennaher Luftturbulenzen überwiegend als Turmteleskope konstruiert sind. Die Erwärmung der Luft im Tubus wird durch dessen Evakuierung vermieden.
Siehe auch:
- Sonnenfleckenrelativzahl

## Sonnenfotografie

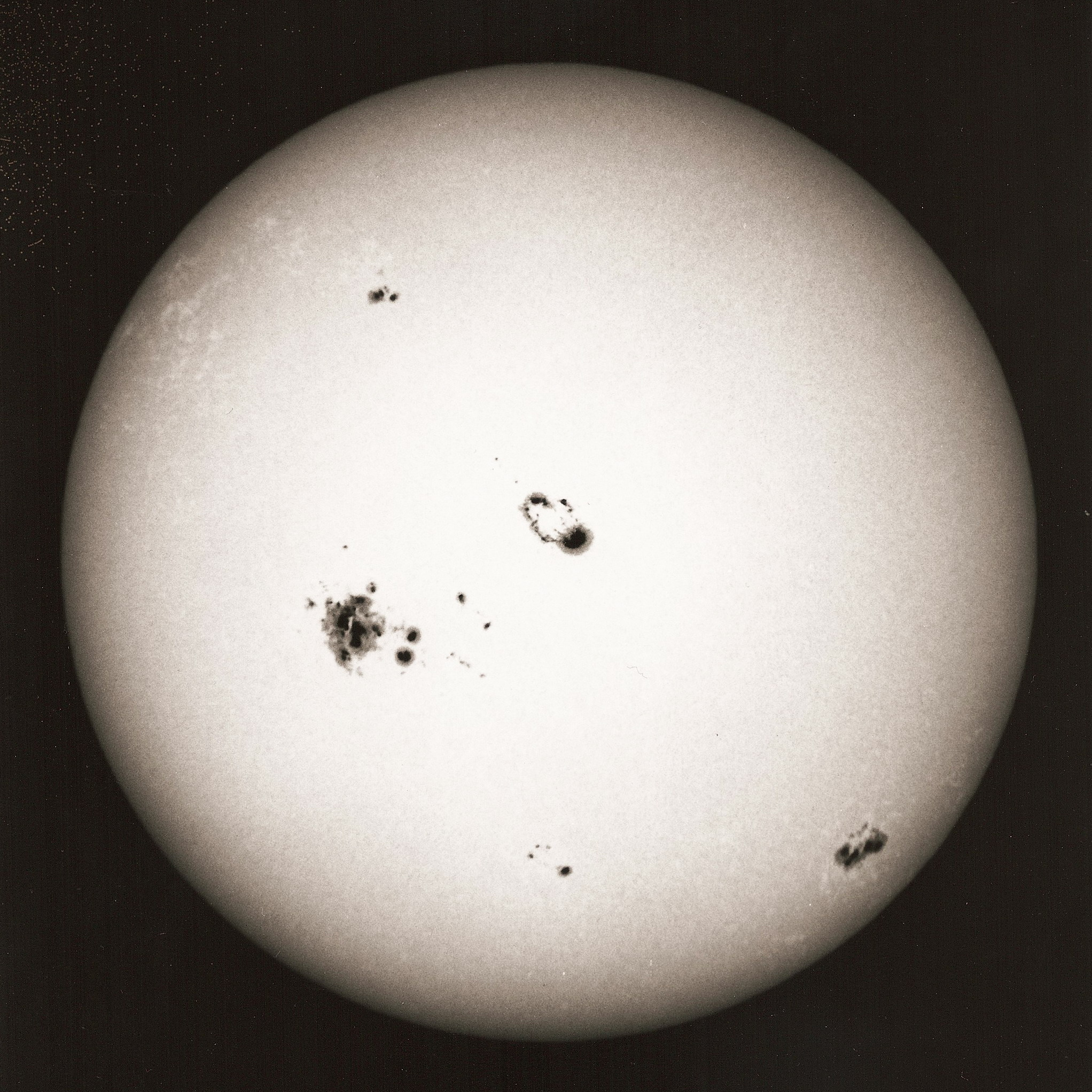
Sonne mit Sonnenflecken am 28. Oktober 2003, Aufnahme mit einem 4" Maksutovteleskop und Filterfolie der Stärke ND 4

Die Sonnenfotografie ist ein Teilbereich der Astrofotografie. Für die Fotografie der tiefstehenden Sonne benötigt man keine Filter. Für die Fotografie der höherstehenden, blendenden Sonne sind entweder Mylarfolien vor dem Objektiv anzubringen oder es sind Neutraldichtefilter der Dichte ND 4,0 zu verwenden. Da letztere Filter unsichtbare Infrarot- und UV-Strahlen nicht ausreichend unterdrücken, sollte man mit ihnen nur für kurze Zeit die Sonne beobachten, etwa zum Scharfstellen der Kamera oder Verfolgen der Sonne.
Neuere spezielle Sonnenfilterfolien sind beidseitig bedampft und visuell und fotografisch bedenkenlos einsetzbar.